# Государственный строй Великобритании
Великобритания — парламентская конституционная монархия, основанная на принципе разделения властей в праве суверенитета Короны.
В Новейшее время государственное устройство Великобритании основано на принципе «асимметричного, квази-федеративного государства». 
Великобритания является постоянным членом Совета Безопасности ООН, Большой семёрки (G7), Организации экономического сотрудничества и развития и НАТО.

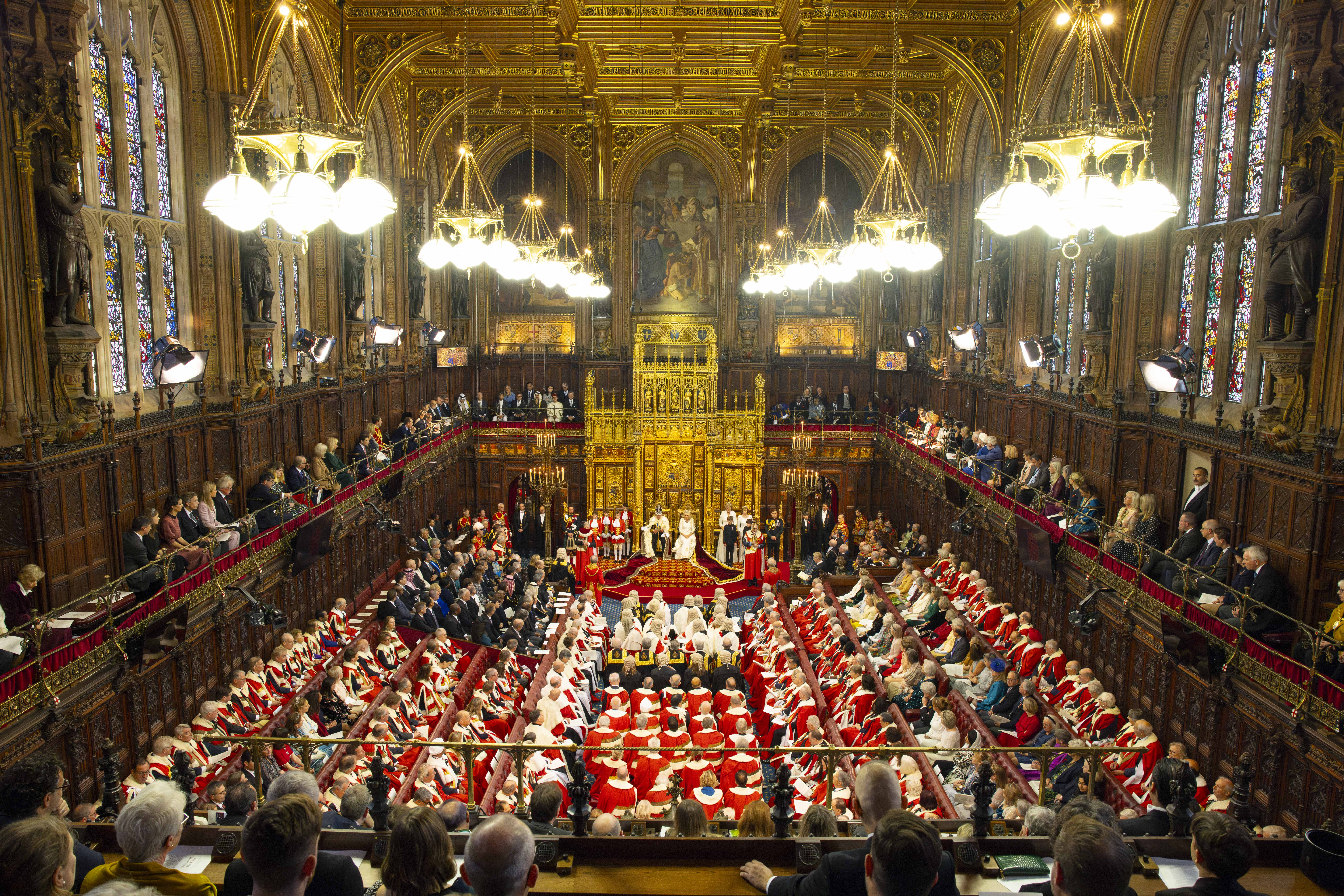
Государственное открытие Парламента Великобритании, Палата Лордов, Вестминстер, 2023 год

### Конституция
Британская Конституция не кодифицирована и имеет как письменные, так и неписанные источники. К первым относятся Акты Парламента, а также судебные решения. Вторые именуются конституционными обычаями (конвенциями).

### Парламент
В соответствии с доктриной парламентского суверенитета, Парламент Великобритании обладает верховной законодательной властью на территории всего Королевства.

### Монарх
Глава государства и источник исполнительной, судебной и законодательной власти в Соединённом Королевстве Великобритании и Северной Ирландии — монарх (в праве Короны). Британский монарх назначает лидера победившей на мажоритарных парламентских выборах партии, премьер-министром, хотя теоретически имеет право утвердить на этот пост любого британского подданного. 
Прочие королевские полномочия, включая назначение министров кабинета, объявление войны и т. п., входящие в компетенцию исполнительной власти, осуществляются от имени Короны или Верховной государственной власти Премьер-министром. Роль Британского монарха в публичной политике, в основном, ограничена церемониальными функциями, однако монарх сохраняет некоторые исключительные королевские прерогативы.
Монарх даёт санкцию на билли парламента, при этом формально имеет право отказать. Монарх может также распустить парламент по совету премьер-министра (последняя неудачная попытка — Б. Джонсоном, 2019г.), но де-юре обладает властью распустить парламент по собственной воле, без согласия премьера, через Тайный совет. 

### Кабинет министров
Фактическим политическим лидером Великобритании является Премьер-министр. Система правительства Великобритании (известная как Вестминстерская система) принята и в других государствах Содружества, таких, как Канада, Индия, Австралия, Новая Зеландия, Сингапур, Малайзия.

### Тайный совет
Тайный совет является совещательным и надзорным органом власти при монархе. В его компетенцию входят вопросы престолонаследия и поддержания государственного строя Королевства, а также визирования законодательства Парламента через королевскую санкцию.

## Законодательная власть

### Палата общин

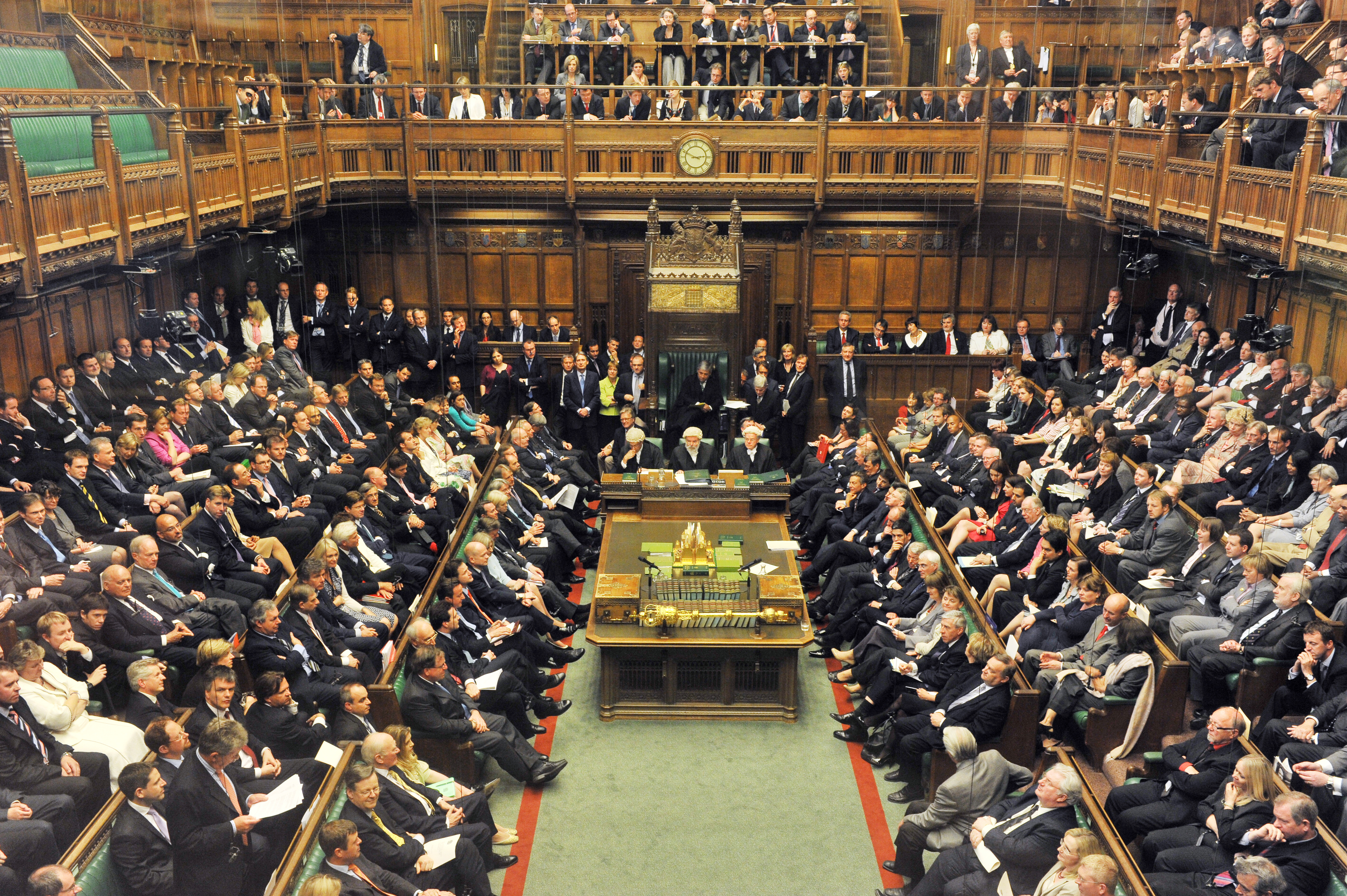
Заседание Палаты общин

Территория Великобритании разделена на округа (constituencies), примерно равные по численности населения (определяемой Комиссией по границам), в каждом из которых выбирается один парламентарий в палату общин.
В наши дни все премьер-министры и главы оппозиции выбираются из членов палаты общин, а не палаты лордов. Александр Дуглас-Хьюм отказался от пэрства через несколько дней после вступления на пост премьер-министра в 1963 году, а последний премьер-министр-лорд до него был в 1902 году (Роберт Гаскойн-Сесил, 3-й маркиз Солсбери).
Почти всегда есть партия с большинством в палате из-за использования мажоритарной системы с одним туром голосования, которая в соответствии с законом Дюверже привела к созданию двухпартийной системы. Беспартийным (иногда в русском называемый «индепендент») в настоящее время является только один парламентарий, а представителями мелких партий — два. Обычно монарх спрашивает назначаемого для образования правительства, сможет ли он выжить в Палате общин (глава большинства может). В исключительных случаях монарх просит «сформировать правительство» с парламентским меньшинством, что требует образования коалиционного правительства. Такое бывает редко. Этого просили в 1916 у Эндрю Бонар Лоу, а когда он отказался, у Ллойд Джорджа. Заметим, что правительство формируется не по голосованию палаты общин, а просто по поручению монарха. Палата общин имеет первый шанс выразить своё доверие к новому правительству во время голосования по поводу Speech from the Throne, предлагаемой правительством программе.

### Палата лордов

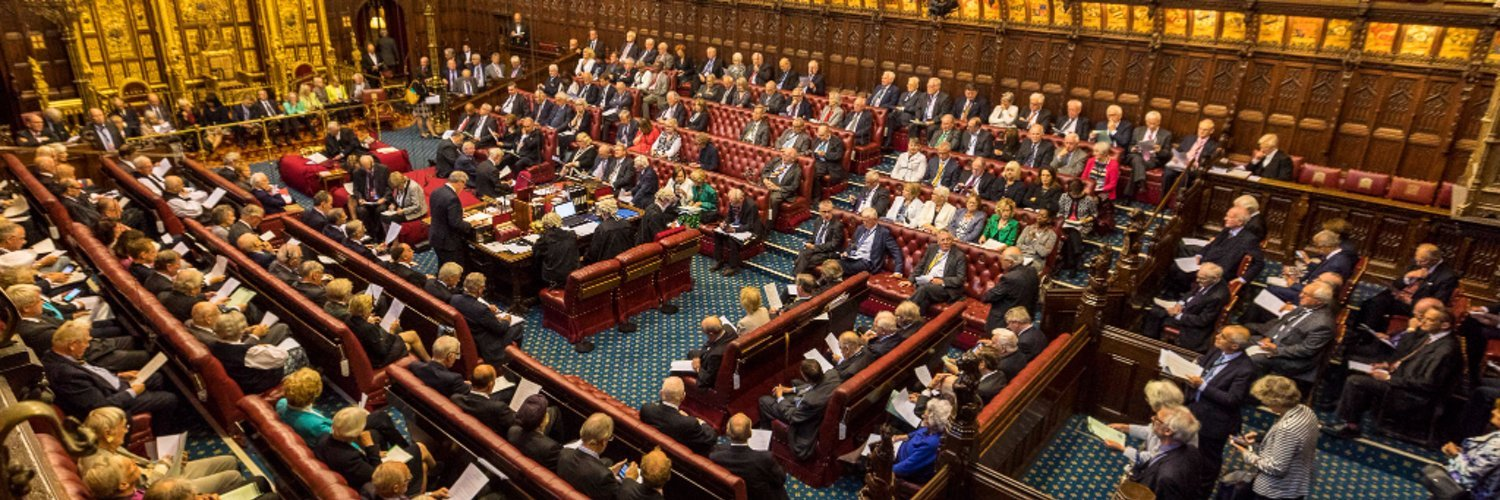
Заседание Палаты лордов

Раньше это была наследственная, аристократическая палата. После реформы Мейджора и до сих пор она представляет собой «смесь» наследственных членов, епископов англиканской церкви и назначаемых членов (пожизненных пэров). В наши дни эта палата рассматривает законопроекты из Палаты общин без права на внесение поправок, а также имеет право наложить удерживающее вето — отсрочить срок действия закона на год (если это не «денежные билли» и не предвыборные обещания).
Палата лордов является также самым последним апелляционным судом Великобритании, на практике дела слушают только лорды-законники. По Акту о конституционной реформе 2001 года планируется заменить лордов на Верховный суд Великобритании.

### Избирательные системы
В Великобритании используются разные системы
- First Past the Post используется для всенародных выборов, а также при выборе местного самоуправления в Англии и Уэльсе (раньше и в Шотландии).
- Additional Member System была введена после введения региональной автономии (devolution) в 1999 для Шотландского парламента, Уэльского собрания и Лондонского собрания.
- Система Single Transferable Vote используется для выборов в Ассамблею Северной Ирландии и местные советы.
- Партийные списки используются для выборов в Европейский парламент.
- Supplementary Vote используется для выбора мэров городов, например, Лондона.

### Реформа избирательного права
Акт о политических партиях, референдумах и выборах 2000 года установил правила финансирования партий и соответствующие лимиты, а также впервые в праве Великобритании признал политическую партию как юридический субъект. Для партий, претендующих на все 659 (с 2005 г. — 646) мест в парламенте, был введен потолок расходов в размере 30 тыс. ф. ст. в перерасчете на каждый избирательный округ, или около 20 млн ф. ст. в масштабах страны. Данная сумма могла быть потрачена в течение года до очередных выборов. Запрещены пожертвования в партийную казну со стороны иностранцев и анонимные пожертвования, превышающие 50 ф. ст. Стало обязательным регистрировать пожертвования на общенациональные нужды партии и её деятельность в отдельных избирательных округах, превышающие соответственно 5 и 1 тыс. ф. ст. Введена строгая система аудита партийной казны. Введен запрет на платную радио- и телерекламу партий и правила
бесплатного доступа к эфиру. Была также учреждена Избирательная комиссия, в обязанность которой вошли контроль за соблюдением вышеописанных правил, мониторинг выборов всех уровней и ведение регистра политических партий. В результате увеличилось государственное финансирование оппозиционных парламентских партий: например, оппозиция Её Величества стала получать 3 млн ф. ст. в год. В 1998 году принят Акт о регистрации политических партий: те из них, которые желают участвовать в выборах, должны зарегистрировать свои названия, эмблемы и данные о своих официальных представителях в Регистре политических партий. К 2000 году в Регистр было внесено около 80 партийных наименований. Важно отметить, что процедура регистрации политических организаций в Великобритании носила заявительный характер и, как и их деятельность, обставлена минимальным количеством требований. К партиям для прохождения в парламент не предъявлялись требования по минимальному количеству членов или минимальному проценту голосов, полученных на выборах.

## Исполнительная власть
Функции исполнительной власти принадлежат Правительству его/её Велтчества (англ. HM Government).

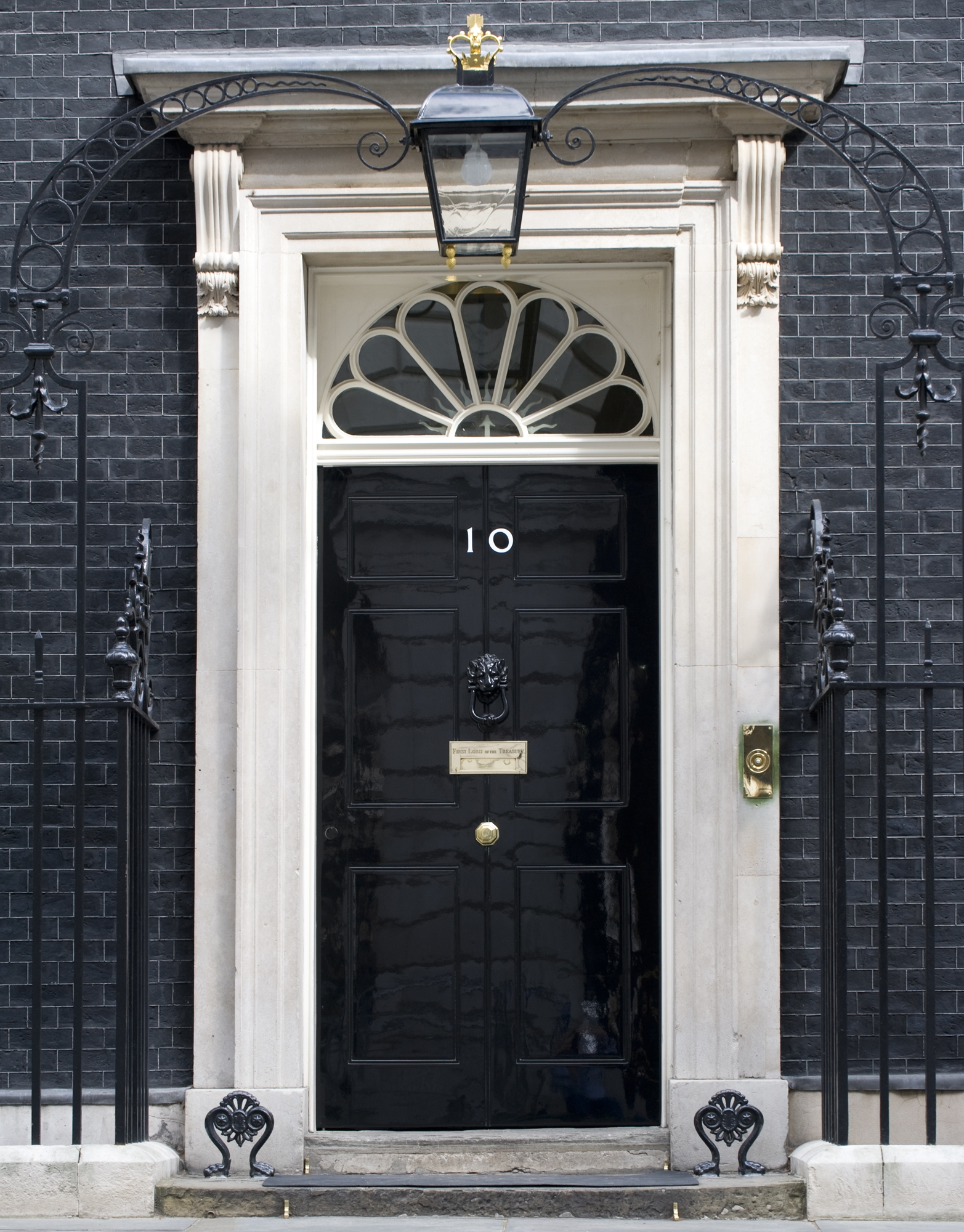
Входная дверь резиденции премьер-министра на Даунинг-стрит

Высшей инстанцией Правительства является Кабинет, назначаемый монархом. Главой Кабинета является Премьер-министр, который выбирается монархом с учётом конституционного обычая (кандидат на пост должен быть членом Палаты общин и иметь поддержку Общин, достаточную для назначения). Затем премьер-министр выбирает остальных министров, которые и составляют Правительство и являются политическими главами Департаментов. Примерно 20 главнейших министров составляют Кабинет министров.
Как и в других системах правления, исполнительная власть (собственно и называемая коллективно «правительством») ответственно перед Парламентом: получив от парламента вотум недоверия, правительство будет вынуждено либо уйти в отставку, либо попытаться распустить Парламент и провести всеобщие выборы. На практике члены всех основных партий Парламента строго контролируются на предмет соответствия их голосов политике их партий. Если правительство обладает подавляющим большинством, то маловероятно, что они не смогут провести законопроект через голосование.
В ноябре 2005 года правительство Тони Блэра потерпело первое поражение (предложение о продлении срока задержания террористов до 90 дней). До этого в последний раз законопроект не прошёл через Палату общин в 1986 году (один из трёх случаев в XX столетии). Правительства с незначительным перевесом, а также коалиционные, более подвержены риску потерпеть поражение. Иногда они вынуждены обращаться к крайним мерам, например, привозить на больничной кушетке заболевших членов Парламента, чтобы получить большинство голосов. Маргарэт Тэтчер в 1983 и Тони Блэр в 1997 пришли во власть с таким перевесом, что при несогласии с остальными партиями они гарантированно выигрывали практически все голосования Парламента и могли реализовать радикальные программы реформы выборов.

## Судебная власть

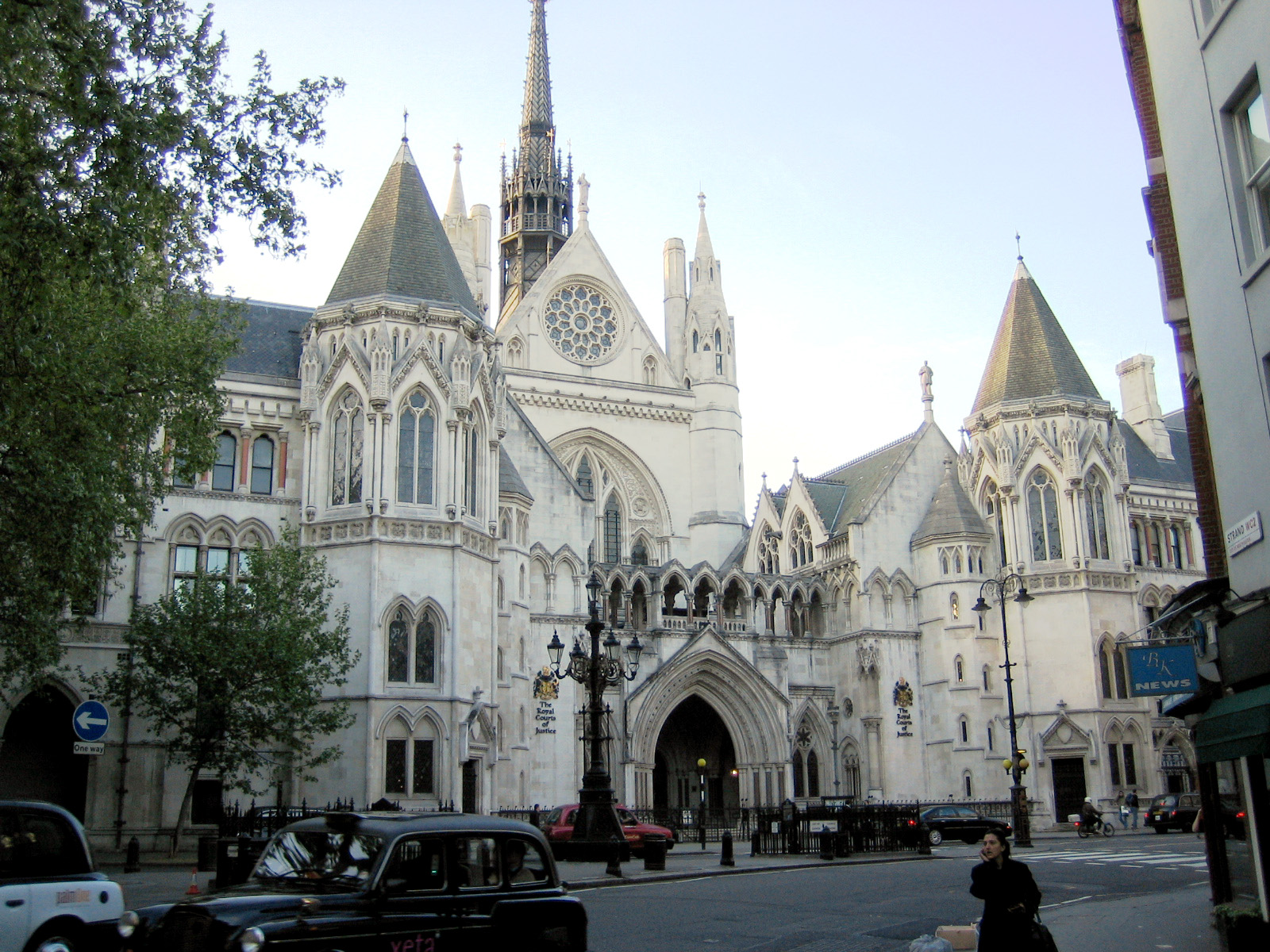
Фасад здания Королевского судного двора в Лондоне

Великобритания не имеет единой судебной системы и поделена на три раздельные юрисдикции, представленные судебной системой Шотландии, судами Северной Ирландии и судами Англии. В соответствии с судебной реформой 2005 года, был создан Верховный суд Соединённого Королевства, который начал работать в 2009 году. Верховный суд Великобритании является высшей апелляционной инстанцией для судов всех уровней Англии, Уэльса и Северной Ирландии и лишь по гражданским делам в судах Шотландии. До момента выхода Великобритании из европейского союза, наивысшей апелляционной инстанцией в Великобритании являлся Европейский суд.
Высший центральный судебный орган — Верховный суд правосудия, в состав которого входят:
- Высокий суд (рассматривающий гражданские споры);
- Суд короны (специализирующийся по уголовным делам);
- Апелляционный суд.

### Высокий суд
Высокий суд состоит из 80 судей и подразделяется на три отделения: королевской скамьи (возглавляет лорд — главный судья), канцлерского (возглавляется вице-канцлером), по семейным делам (возглавляет председатель отделения). Распределение дел между отделениями определяется специализацией судей и особенностями процедуры; в принципе, каждое отделение может рассматривать любое дело, входящее в компетенцию этого суда. Судьи назначаются из числа барристеров. Дела, которые слушаются в первой инстанции, рассматривает один судья. Отделению королевской скамьи подсудны дела, регулируемые нормами общего, торгового права и т. п. Канцлерскому отделению подсудны дела, не регулируемые общим правом (например, дела по авторскому, изобретательскому праву). Жалобы на решения высокого суда подаются в Апелляционный суд.

### Апелляционный суд
В составе Апелляционного суда 18 судей, именуемых лорд — джастистами и возглавляемых хранителем судебных архивов. Дела рассматривает коллегия в составе трех судей. Одна из коллегий суда занимается лишь уголовными делами. Это — уголовное отделение Апелляционного суда. В отличие от коллегий, рассматривающих гражданские дела, здесь не принято, чтобы мнение судей, оставшихся в меньшинстве, становилось известным. Решения Апелляционного суда могут быть обжалованы в Апелляционный комитет палаты лордов (в отдельных случаях стало возможным прямое обжалование решений Высокого суда). Такое обжалование носит исключительный характер: палата лордов выносит не более 30-40 решений в год. Дела рассматриваются минимум тремя лордами по апелляции. Каждый отдельно высказывает своё мнение по делу. Судьи палаты лордов как таковые или совместно с судьями заморских территорий образуют Судебный комитет Тайного совета. На таком уровне рассматриваются жалобы на решения верховных судов заморских территорий и государств — членов Содружества, поскольку эти государства не исключают подачи такой жалобы.

### Суд короны
Суд короны — это новое образование, созданное актами о суде 1971 года. Он рассматривает уголовные дела. Его состав многообразен. В зависимости от вида преступления дело может рассматривать:
1. окружной судья (судья специального судебного округа в графстве или группе графств);
2. судья Высокого суда (он базируется в столице, но его члены организуют выездные сессии суда);
3. адвокат, имеющий специальное образование и полномочия (барристеры или солиситор);
4. исполняющий обязанности судьи.[12]

### Барристеры
Барристеры — юристы, имеющие исключительное право выступать в высших судебных инстанциях (также вправе выступать в судах низших инстанций). Солиситоры — более многочисленная категория юристов, дают консультации своим клиентам, готовят к слушанию гражданские и уголовные дела в интересах своих клиентов, выступают от имени обвинения или защиты, а также в качестве представителей интересов сторон в судах низших инстанций. Если обвиняемый не признает себя виновным, в рассмотрении дела участвуют жюри присяжных.

### Суды графств
Помимо высоких судов в Англии действуют разнообразные нижестоящие инстанции, которые рассматривают около 90 % всех дел. Важнейшие низшие суды по гражданским делам — это суды графств. Они рассматривают дела с суммой иска до 1000 ф.ст. Малозначительные дела (цена иска менее 11 ф.ст.) могут рассматриваться помощником судьи. Малозначительные уголовные дела подлежат ведению магистратов — простых граждан, на которых возложена роль мировых судей. Их общее число около 20 000; это не профессиональные юристы, вознаграждения они не получают.

### Административные суды (трибуналы)
В Великобритании есть административные суды (трибуналы), но они действуют при органах исполнительной власти и не являются органами административной юстиции. Трибуналы специализированы в соответствии с профилем «своего» органа исполнительной власти: они рассматривают вопросы, связанные с налогами, здравоохранением, трудовыми спорами, другие дела, включая некоторые гражданские. Состоят не из государственных служащих (судей), а из общественных деятелей, юристов. Деятельность трибуналов существенно ускоряет решение текущих и неотложных вопросов (например, о зарплате). Их решения не окончательны и могут быть обжалованы в суд.
В Шотландии действует своя система права и судов.

## Гражданская служба
Гражданская служба Великобритании — постоянная политически нейтральная организация, которая поддерживает министерства правительства при исполнении их обязанностей, независимо от политической партии. В отличие от прочих демократий, служащие остаются после смены правительства.
Ядро гражданской службы организовано в виде множества Государственных департаментов. Каждый департамент политически возглавляется одним значимым и небольшой командой малозначимых министров. В большинстве случаев министр называется государственным секретарем и членом Кабинета. Административное управление департамента возглавляется ведущим гражданским служащим, в большинстве департаментов называемым постоянным секретарем. Большинство персонала гражданской службы работают на самом деле в исполнительных агентствах, отдельных организациях, подотчётных Департаменту государства.
«Уайтхолл» часто является синонимом ядра Гражданской службы, потому что у большинства департаментов штаб-квартиры находятся по этому или близлежащим адресам на улице Уайтхолл.

## Делегирование власти автономиям (деволюция)
Основная статья: Деволюция в Великобритании
С конца 1990-х годов Великобритания преобразовалась из парламентской монархии в квази-федеративное государство (со странами-автономиями), где отдельные части Соединённого Королевства получили полномочия в различных объёмах на внутреннее самоуправление в рамках так называемого процесса деволюции, включая законодательную деятельность в пределах их компетенции. Однако, ограниченная автономия отдельных административно-политических частей королевства может быть теоретически изменена или даже приостановлена Парламентом Великобритании, который, по неписаной конституции Великобритании, сохраняет за собой право верховенства власти в стране. Объём и перечень полномочий определялся для каждой автономии индивидуально путём:
- референдума;
- принятием частного закона Парламентом Великобритании[2].

Так, в результате реформ 1998 и 2016 гг., предоставление частичной политической автономии произошло в Шотландии (в соответствии с Актом о Шотландии 1998 г., Парламент Шотландии получил право изменять ставки отдельных налогов, устанавливать и взимать местные налоги и сборы, а также принимать законы по широкому кругу вопросов, относящихся к социальной и экономической сфере[3]), Северной Ирландии (получила некоторую законодательную власть, но не право изменять налоги[3], за исключением ставки налога с корпораций); а также в виде права издания региональным представительным органом подзаконных актов (постановлений) во исполнение актов Британского парламента — Уэльсу. При этом, Англия осталась единственной частью королевства, лишённой автономии, так как, в соответствии с Актом о Парламентской Унии 1707 г., её интересы защищает Парламент Великобритании[2].